# Ahmad Khan Mahmoodzada
Ahmad Khan Mahmoodzada, född 23 december 1997 i Kābul, Afghanistan, är en afghansk-svensk (hazarisk) skådespelare. Han kom år 2012 till Sverige där han numera är bosatt.
Ahmad Khan Mahmoodzada spelade den unge Hassan i Marc Forsters film Flyga drake från 2007. Han och hans familj blev efter hans medverkan i filmen förföljda i hemlandet för att han gestaltade en våldtäkt, vilket var anledningen till att han på 2010-talet blev flykting i Borlänge. År 2016 anlitades han till rollen som Abdullah ("Abbe") i ICA-reklamen.
Den 1 juli 2016 var Ahmad Khan Mahmoodzada sommarpratare i Sommar i P1.